# SwingKids
SwingKids är ett svenskt skivbolag beläget i Göteborg. Gillis Bengtsson startade skivbolaget 1998 och har sedan dess drivit det. Artisterna SwingKids ger ut har alla anknytningar till reggaen.

## Artister
- Det Funkar
- GeneralKnas
- Governor Andy
- Jaqee
- Kanzeon
- Kapten Röd
- Kultiration
- Movits!
- Livelihood
- Navid Modiri & Gudarna
- Roots Circus
- Roots Disciples Band
- Räfven
- Serengeti
- Stures Dansorkester
- Svenska Akademien
- Syster Sol
- Treanti
- Äkta Kärlek

## F.d. artister
- USCB Allstars
- Jr Eric